# Математична морфологія
Математична морфологія — (Морфологія від грец. μορφή «форма» и λογία «наука») — наука, яка вивчає методи і алгоритми аналізу і обробки геометричних структур, основана на теорії множин, топології і випадкових функцій. Застосовується при обробці цифрових зображень, але також може бути застосована до графів, полігональної сітки, стереометрії і багатьох інших просторових структур.
Інші визначення:
Математична морфологія (фізика) — методи аналізу сигналу на основі теорії множин, що спрямовані на вивчення відносин між фізичними і структурними властивостями.
Математична морфологія (теорія обробки сигналів) — нелінійний спосіб обробки сигналів на основі операцій виділення мінімумів і максимумів.

## Структурний елемент
Морфологічні операції виконуються над двома зображеннями: вхідним зображенням і спеціальним, яке залежить від операції і типу виконуваної задачі. Таке спеціальне зображення в математичній морфології називається структурним елементом або примітивом. Структурний елемент являє собою деяке двійкове зображення (геометричну форму). Він може бути довільного розміру і структури, але за звичай розмір такого зображення має розмір 3x3, 4x4, 5x5 пікселів, тобто значно менше вхідного зображення.  Частіше за все використовуються симетричні елементи, такі як прямокутник фіксованого розміру чи круг заданого діаметра. В кожному елементі виділяють особливу точку, яку називають початковою (origin). Вона може вибиратися в будь-якому місці зображення, але найчастіше це центральний піксель.
Ось декілька елементів, які широко застосовуються на практиці (позначені як B):
- Нехай {\displaystyle E=\mathbb {R} ^{2}}; B диск з заданим радіусом r, початковою точкою якого є центр диску.
- Нехай {\displaystyle E=\mathbb {Z} ^{2}}; B прямокутник 3x3, який описується в так: B={(-1,-1), (-1,0), (-1,1), (0,-1), (0,0), (0,1), (1,-1), (1,0), (1,1)}.
- Нехай {\displaystyle E=\mathbb {Z} ^{2}}; B це "хрест" який задається як: B={(-1,0), (0,-1), (0,0), (0,1), (1,0)}.

Приклади частовживаних структурних елементів:
|  |  |  |  |  |  |  |  |

## Основні операції
Основними операціями математичної морфології є:
- трансляція (перенесення) — зсуває зображення на задану кількість пікселів;
- дилація (розширення) — збільшує область зображення;
- ерозія (звуження) — зменшує область зображення;
- розкриття (спочатку звуження, потім розширення) — вилучає виступи на межах об'єктів;
- закриття (спочатку розширення, потім звуження) — заповнює отвори всередині й на межах.

### Перенос
Перенос множини пікселів A на заданий вектор s визначається як:
{\displaystyle A_{s}=\{a+s|a\in A\}}, {\displaystyle \forall s\in E}.
Перенос можна визначити за допомогою упорядкованої пари чисел (х,у), де x – кількість пікселів зміщення вздовж осі X, а y – рух вздовж осі Y.

### Ерозія
Для двох множин A і  B з простотру {\displaystyle \mathbb {Z} ^{2}} ерозія множини A  по  структурному елементу B визначається як:
{\displaystyle A\ominus B=\{z\in E|B_{z}\subseteq A\}},
Інакше кажучи, ерозія множини A по примітиву B, це таке геометричне місце точок для всіх таких позицій точок центру z, при зсуві яких множина B цілком міститься в A.

### Дилація
Дилація множини A по множині B  визначається як:
{\displaystyle A\oplus B=\{z\in E|(B^{s})_{z}\cap A\neq \varnothing \}}
При цьому дилація множини A по структурному елементу B це множина всіх таких переміщень z, при яких множини A і B збігаються принаймні в одному елементі.
Дилація є комутативною функцією, тобто має місце наступний вираз:
{\displaystyle A\oplus B=B\oplus A=\bigcup _{a\in A}B_{a}}.

### Розкриття
Розкриття множини A по структурному елементу B позначається як {\displaystyle A\circ B} і визначається виразом:
{\displaystyle A\circ B=(A\ominus B)\oplus B}.
Таким чином, розкриття множини  A про структурному елементу B знаходиться як ерозія  A по B, результат котрої піддається дилації по тому ж структурному елементу B. В загальному випадку розкриття згладжує контури об'єкту, усуває вузькі перешийки і ліквідує виступи невеликої ширини.

### Закриття
Закриття множини A по структурному елементу B позначається як {\displaystyle A\bullet B} і отримується шляхом виконання операції дилації множини A по структурному елементу B, за котрою слідує операція ерозії результуючої множини по структурному елементу B. Закриття визначається наступним виразом:
{\displaystyle A\bullet B=(A\oplus B)\ominus B}.
В результаті операції закриття відбувається згладження відрізків контурів, але, на відміну від розкриття, в загальному випадку заповнюються невеликі розриви і довгі заглибини малої ширини, а також ліквідуються невеликі отвори і заповнюються проміжки контуру.